# Copidosoma varicorne
Copidosoma varicorne är en stekelart som först beskrevs av Christian Gottfried Daniel Nees von Esenbeck 1834.  Copidosoma varicorne ingår i släktet Copidosoma och familjen sköldlussteklar. Inga underarter finns listade i Catalogue of Life.